# Taula de Saragossa
La Sobrecollida de Saragossa o Taula de Saragossa fou una sobrecollida (l'equivalent català a la Vegueria) que tenia com a funció controlar el moviment econòmic a través de les vies de comunicació que arribaven en l'edat mitjana a Saragossa, sobretot el camí fluvial de l'Ebre.

## Les sobrecollides aragoneses
S'anomena sobrecollida o sobrecullida (prové de collir) a cadascun dels òrgans administratius del regne d'Aragó encarregats de la coordinació i supervisió d'un nombre variable de collides o duanes existents al llarg del regne, instaurats per a la recaptació dels dreytos de les Generalitats, al capdavant dels quals es trobava un sobrecollidor.
A mitjans del segle xiv, es van establir 6 sobrecollides que tenien jurisdicció sobre 181 collides i 2 taules independents, la de Saragossa i la d'Escatrón.
Les sis sobrecollides eren:
- Sobrecollida d'Alcanyís
- Sobrecollida de Montalbán
- Sobrecollida de Terol
- Sobrecollida de Tarassona-Calataiut
- Sobrecollida de Jaca
- Sobrecollida d'Osca

### Vocabulari, l'equivalent a Catalunya
Totes aquestes sub-administracions, estaven coordinades per la Generalitat d'Aragó igual que a Catalunya on hi ha la Generalitat de Catalunya (i que la resta de territoris de la Corona d'Aragó; Generalitat Valenciana, ...)
Alhora el territori es dividia en:
- Taules = Unitat major d'administració.
- Sobrecollides = Òrgan encarregat de la supervisió de les Collides (Duanes). Equivalent a la Vegueria.
- Collides = Punts frontereres on es recapten impostos, Duanes. Equivalent a Batllies/Pobles

## Termes que englobava
Les localitats d'aquesta sobrecollida distribuïdes d'acord amb les vies de comunicació eren:
- La ribera nord de l'Ebre aigües avall de Saragossa i cap a Lleida i Barcelona: Movera, Pastriz, La Pobla de Alfindén, Alfajarín, Nuez de Ebro, Villafranca d'Ebre, Osera de Ebro, Aguilar d'Ebre, Pina de Ebro, Gelsa, Velilla de Ebro, Alborge i Alforc.
- La ribera sud de l'Ebre aigües avall de Saragossa i cap a Tortosa: El Burgo de Ebro, Fuentes de Ebro, Quinto, Matamala, Cinco Olivas, Sástago, La Zaida, la Romana, Escatrón, Valimaña, Chiprana, Casp i Maella.
- Camí Saragossa-Castella: pel Queixal (que al seu torn era un barri de Saragossa).
- La ribera aigües amunt de Saragossa pertanyia sobretot a la sobrecollida de Tarassona; la sobrecollida de Saragossa aconseguia només Juslibol, Alfocea i Casetas. Monzalbarba i Utebo el 1489 pertanyien a la sobrecollida de Saragossa, però en el fogatge de 1495 figuren ja com a llocs de la de Tarassona.[3]
- Camí de Saragossa cap a València: Cuarte de Huerva, Cadrete, María de Huerva, Botorrita, Mozota, Muel i Longás.
- Camí de Saragossa cap a Bearn/Biarn: Villanueva de Gállego, Peñaflor de Gállego, San Mateo de Gállego i Zuera.
- Camí de Saragossa cap a Osca: Villamayor de Gállego, Perdiguera i Leciñena.
- Localitats entre les citades vies: Aguilón, Alacón, Albalate de l'Arquebisbe, Almonecir de la Cuba, Alcaine, Arinyo, Belchite, Binazeit, Castelnou, Codo, Jatiel, Jaulín, Favara de Matarranya, Fuendetodos, Híjar, Lagata, Lécera, Letux, Mediana de Aragón, Mezalocha, Moneva, Nonasp, Oliete, La Pobla de Albortón, La Pobla de Híjar, Rodén, Samper de Calanda, Samper de Lagata, Torrecilla de Valmadrid, Tosos, Urrea de Gaén, Villanueva de Huerva, Tosos i Azaila.